# Metropolia murmańska
Metropolia murmańska – jedna z metropolii Rosyjskiego Kościoła Prawosławnego, z siedzibą w Murmańsku.
Erygowana na posiedzeniu Świętego Synodu Rosyjskiego Kościoła Prawosławnego 2 października 2013. Obejmuje terytorium całego obwodu murmańskiego. W jej skład wchodzą eparchia murmańska oraz eparchia siewieromorska. Jej obecnym (2019) zwierzchnikiem jest biskup murmański i monczegorski Mitrofan (Badanin).

## Zwierzchnicy
- metropolita Szymon (Gietia), 2013–2019[2]
- biskup Mitrofan (Badanin), od 2019[3]